# Frensdorf
Frensdorf is een gemeente in de Duitse deelstaat Beieren, en maakt deel uit van het Landkreis Bamberg.
Frensdorf telt 5.126 inwoners.